# Modra nad Cirochou
Modra nad Cirochou – wieś (obec) na Słowacji położona w kraju preszowskim, w powiecie Humenné. Pierwsze wzmianki o miejscowości pochodzą z roku 1451.
Według danych z dnia 31 grudnia 2012, wieś zamieszkiwało 1007 osób, w tym 515 kobiet i 492 mężczyzn.
W 2001 roku rozkład populacji względem narodowości i przynależności etnicznej wyglądał następująco:
- Słowacy – 99,43%
- Czesi – 0,19%
- Rusini – 0,19%
- Węgrzy – 0,19%

Ze względu na wyznawaną religię struktura mieszkańców kształtowała się w 2001 roku następująco:
- Katolicy rzymscy – 99,24%
- Grekokatolicy – 0,48%
- Ateiści – 0,19%
- Nie podano – 0,1%